# Graphiurus ocularis
Graphiurus ocularis és una espècie de mamífer rosegador esciüromorf de la família Gliridae, i una de les quatre espècies de Graphiurus endèmiques de Sud-àfrica.
Té un cua espessa semblant a la cua d'un esquirol, un musell força curt, orelles petites i pelatge suau. El seu rostre està marcat amb blanc i gris, amb anells foscos (ulleres) al voltant dels seus ulls. Les seves galtes, les parts inferiors i les superfícies superiors de les potes són de color blanc. La seva cua és també generalment amb una punta blanca.
La seva distribució està restringida a Cederberg a l'oest de Sud-àfrica, i s'associa amb hàbitats rocosos, així com arbres i edificis. És nocturna i un escalador àgil. La seva dieta consisteix principalment de llavors, altres materials vegetals i invertebrats